# جسر فورث رود
جسر فورث رود أو جسر طريق فورث  (بالإنجليزيّة: Forth Road Bridge) هو جسر مُعلَّق مُخصَّص للمركبات والمُشاة والدرّاجات، يقطع خور فورث في شمال شرق اسكتلندا في المملكة المتحدة، حيث يربط بين منطقتيّ مجلس هما إدنبرة وفايف عند منطقة كوينزفيري. تم افتتاحه عام 1964، حيث كان يُعتبَر في وقته أطول الجسور المُعلَّقة في العالم خارج الولايات المُتحدة. أما اليوم فيحتل المرتبة 34 عالميًا حسب طول البحر.
لقد حلّ الجسر محل خدمة العبّارات التي عملت لقرون طويلة لنقل حركة المركبات وراكبيّ الدرّاجات والمُشاة عبر خور فورث، كما تتم عمليّات عبور السكّة الحديديّة بواسطة جسر فورث المجاور، والذي تم افتتاحه عام 1890. ولقد صوّت البرلمان الاسكتلندي على إلغاء رسوم عبور الجسر اعتبارًا من شباط/ فبراير 2008.
يقترب الجسر من نهاية عمره الافتراضي في الأعوام الحاليّة كجسر لنقل المركبات المُختلفة، حيث يجري بناء جسر موازي له. ولقد حمل الجسر السيّارات الخاصّة الأخيرة في 5 أيلول/ سبتمبر 2017، حيث تم نقل الغالبيّة العُظمى من حركة المرور إلى معبر كوينزفيري الجديد، حيث سيكون الدور الجديد لجسر فورث رود بمثابة ممر للنقل العام، يُفتح فقط للحافلات وسيّارات الأجرة وراكبيّ الدرّاجات والمُشاة.

## التصميم

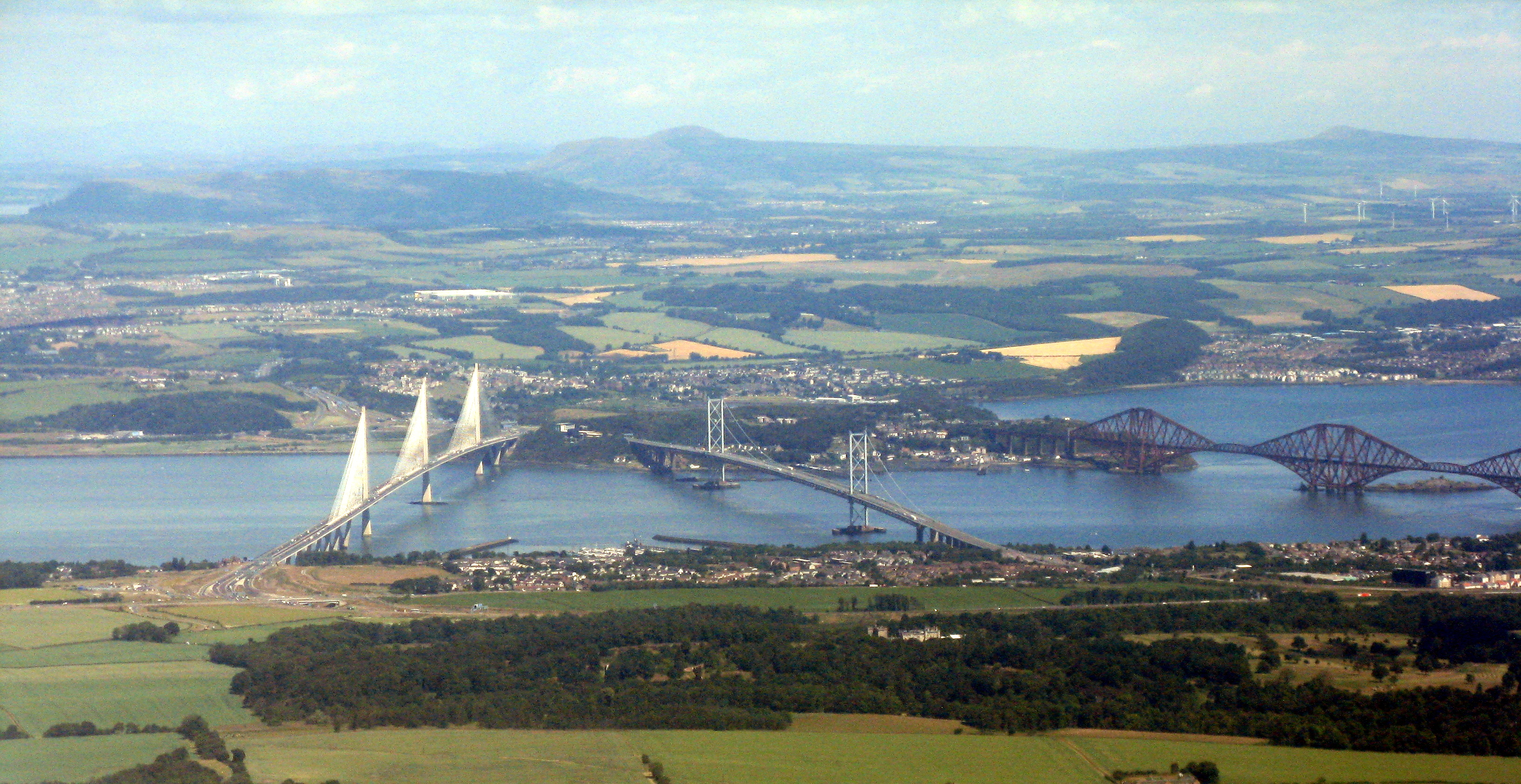
جسر فورث

لقد قام مكتب موت هاي آند أندرسن الهندسي بتصميم الجسر في خمسينيّات القرن العشرين، وهو الذي قام بتصميم جسر تاين في إنجلترا أيضًا. كما تم البدء بالعمل فيه عام 1958 وليستمر لستة أعوام. يبلغ طول البحر 1,006 مترًا وطول الجسر 2,512 مترًا وعرضه 33 مترًا، حيث يحمل طريق مزدوج بمسربين ومسربين للدرّاجات والمُشاة وبارتفاع 44 مترًا، فيما ترتفع أعلى نقطة في الإنشاء 156 مترًا.
تم افتتاح الجسر في 4 أيلول/ سبتمبر 1964، كما حمل في ذروته حوالي 65,000 مركبة يوميًا، ومن المتوقع الآن أن ينخفض العدد إلى بضع مئات فقط بعد افتتاح معبر كوينزفيري.

## صور

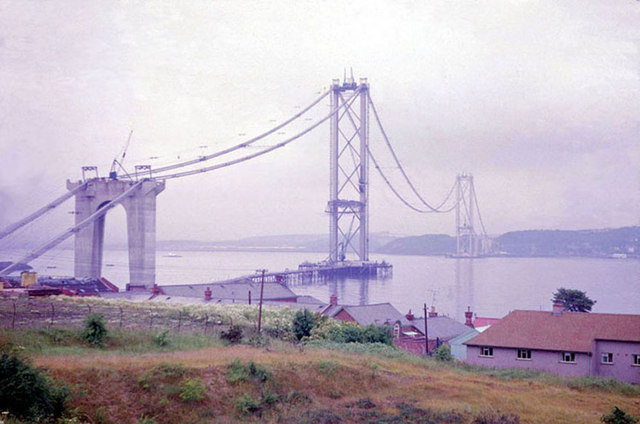
الجسر أثناء البناء 1962.
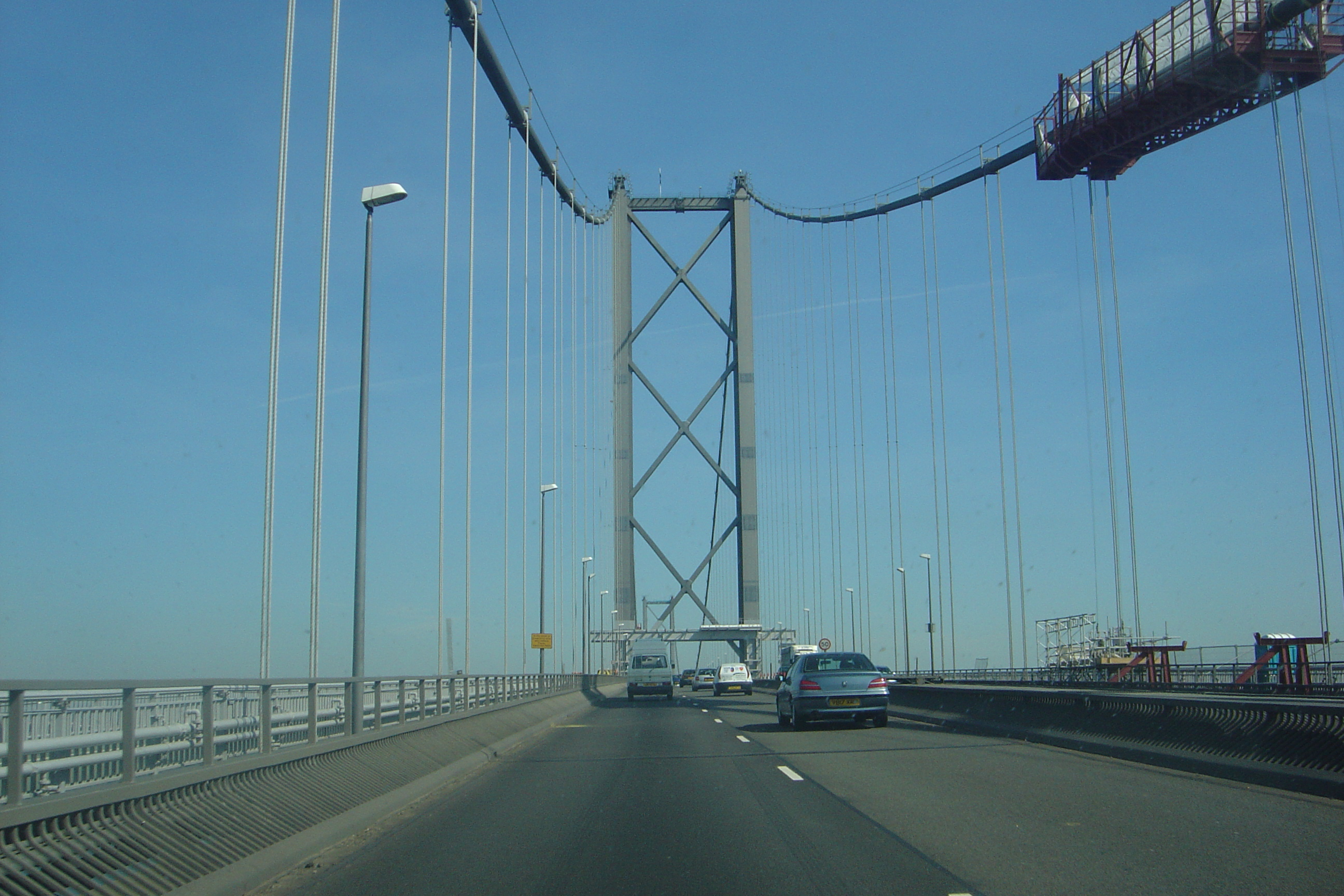
الكوابل الحاملة للجسر.
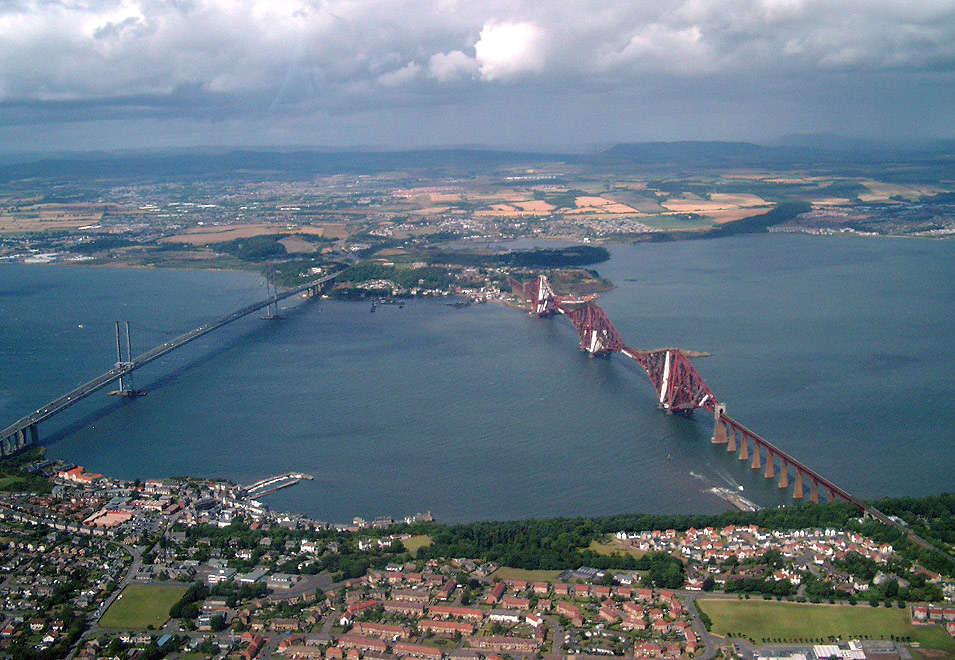
الجسر مع جسر فورث.

## وصلات خارجية
- الموقع الرسمي للجسر (بالإنجليزية)
- هيئة نقل مصب فورث (بالإنجليزية)
- جسور في الصفحة الرئيسية لمركز زوار ترست (بالإنجليزية)